# Єлізаветовка (Унгенський район)
Єлізаветовка (рум. Elizavetovca) — село в Унгенському районі Молдови. Входить до складу комуни, адміністративним центром якої є село Загаранча.

## Населення
За даними перепису населення 2004 року у селі проживали 269 осіб.
Національний склад населення села:
| Національність   | Кількість осіб | Відсоток   |
| ---------------- | -------------- | ---------- |
| молдавани румуни | 257 1          | 95,5% 0,4% |
| українці         | 6              | 2,2%       |
| росіяни          | 5              | 1,9%       |
| Всього           | 269            | 100%       |